# أوتو ميلر
أوتو ميلر (بالإنجليزية: Otto Miller)‏ هو لاعب كرة قاعدة أمريكي، ولد في 1 يونيو 1889 في ميندن في الولايات المتحدة، وتوفي في 29 مارس 1962 في بروكلين في الولايات المتحدة.

## وصلات خارجية
- أوتو ميلر على موقع دوري كرة القاعدة الرئيسي (الإنجليزية)
- أوتو ميلر على موقعبيزبول رفرنس.كوم (الدوري الرئيسي) (الإنجليزية)
- أوتو ميلر على موقعبيزبول رفرنس.كوم (الدوري الثانوي) (الإنجليزية)